# Leicester Tigers
El Leicester Tigers, oficial Leicester Football Club, és un club de rugbi a 15 anglès amb seu a Leicester que participa en la Premiership. El Leicester és un dels quatre equips que no ha baixat mai de categoria descens, sense haver quedat mai per sota de la sisena posició. El club, juntament amb el Bath Rugby i els London Wasps, és un dels que ha aconseguit més èxits internacionals, amb dues victòries a la Copa d'Europa (2001, 2002), nou títols de campió d'Anglaterra (1988, 1995, 1999, 2000, 2001, 2002, 2007, 2009 i 2013) i sis de la Copa d'Anglaterra (1979, 1980, 1981, 1993, 1997, 2007). També ha guanyat el Trofeu de Campions el 2002.